# Mirror of Madness
Mirror of Madness è il secondo full-length della band melodic death metal Norther.

La versione giapponese di questo album contiene le tracce bonus Frozen Sky e Smash (The Offspring cover), mentre la versione statunitense contiene il video del singolo Mirror of Madness.

## Tracce
1. Blackhearted (4:18)
2. Betrayed (4:54)
3. Of Darkness And Light (5:06)
4. Midnight Walker (4:44)
5. Cry (4:58)
6. Everything Is An End (4:32)
7. Unleash Hell (4:14)
8. Dead (5:27)
9. Mirror Of Madness (4:40)

## Formazione
- Petri Lindroos - voce death, chitarra
- Kristian Ranta - chitarra, voce
- Jukka Koskinen -Basso
- Tuomas Planman - tastiere
- Toni Hallio - batteria